# Yukon Gold : L'Or à tout prix
Yukon Gold : L’or à tout prix (titre original Yukon Gold) est une émission de téléréalité documentaire canadienne  sur la ruée vers l'or, produite par Paperny Entertainment et diffusée sur History depuis le 13 mars 2013. Aux États-Unis, l'émission est diffusée sur National Geographic Channel depuis 2013.
En France, le programme est diffusé sur National Geographic Channel et sur RMC Découverte depuis octobre 2015.

## Concept
Des groupes d'exploitants miniers travaillent sur des mines d'or sur la Ruée vers l'or du Klondike, au cours des quatre mois de la saison à la recherche d'or dans le Yukon au Canada sur des mines à ciel ouvert.

## Émissions
| Saison | Saison | Épisodes | Début | Fin |
| ------ | ------ | -------- | ----- | --- |
|        | 01     | 10       | -     | -   |
|        | 02     | 10       | -     | -   |
|        | 03     | 10       | -     | -   |
|        | 04     | 11       | -     | -   |
|        | 05     | 8        | -     | -   |

## Épisodes

### Saison 01 (2013)
1. Sacré job ! (Sluice or Die)
2. Pour une poignée d'or (No Deaths, No Worries)
3. La malédiction de Moose Creek (The Curse of Moose Creek)
4. La fièvre de l'or (Gold Fever!)
5. Les temps sont durs (Hard Days Night)
6. L'espoir fait vivre (Never Say Die)
7. Eurêka ! (Run for the Narrows)
8. Dernière ligne droite (Winter Gamble)
9. Quitte ou double (The Last Stand)
10. De l'or, rien que de l'or (Freeze Up)

### Saison 02 (2014)
1. Dans le pétrin ! (Behind the Eight Ball)
2. Une affaire de gros sous (In for a Penny, in for a Pound)
3. Aux petits soins (It's Ours to Take)
4. Un coup dur (What Doesn't Kill You...)
5. Sur le fil (Know When to Hold ‘Em)
6. Entre le marteau et le froid (Between a Rock and a Hard Place)
7. Quand la poule est menacée... (All That Glitters Is Not Gold)
8. Là pour gagner ! (In It to Win It)
9. Pas question d'abandonner ! (Know When to Fold ‘Em)
10. Le tout pour le tout (Know When to Run)

### Saison 03 (2015)
1. Un nouveau départ (Fresh Start)
2. De nouvelles règles (Game Changer)
3. L'heure tourne (Time Crunch)
4. Le stress monte (Under Pressure)
5. Une intervention divine (Divine Intervention)
6. Crise financière (Financial Crisis)
7. Petite déprime (Bedrock Blues)
8. Mesures désespérées (Desperation Mode)
9. Dernière ligne droite (Home Stretch)
10. Fin de saison (Final Push)

- Spécial
  - Titre français inconnu (Looking Back)

### Saison 04 (2016)
1. Retour au pays (Homecoming)
2. Carte au tresor (Treasure Hunt)
3. Jour de pluie (Hard Rain, Bad Luck)
4. Porte disparu (Embrace the Chaos)
5. Le prix du sang (For Blood or Money)
6. Les temps sont durs (Desperate Times)
7. La dure réalité  (Hurts Like Hell)
8. Double échec (Double Down)
9. La revanche des anciens (Old Timers' Revenge)
10. Course finale (Race to the Finish)
11. Titre français inconnu (Grit, Guts & Glory)

### Saison 05 (2017)
1. Battre le fer tant qu'il est chaud (Strike While the Iron Is Hot)
2. Un coup dans l'aile (Bloodied, Not Beaten)
3. Sols instables (The Hiro Curse)
4. Leçons amères (Hard Lessons)
5. Point de non-retour (No Backing Down)
6. Le prix de l'or (The Cost of Gold)
7. Sur le fil du rasoir (The Razor's Edge)
8. Dernier effort (Winter's Grasp)

## Les groupes de mineurs
- Don - nettoyeur et peseur d'or de Dawson City au Yukon

### Le groupe de Ken & Guillaume
Il opère à Moose Creek :
- Ken Foy - « deuxième génération de mineur »
- Guillaume Brodeur - « le bras droit et associé de Ken , mécanicien »
- Dennis Foy - « le père de Ken »
- Kina - « comptable, l'épouse de Ken »
- Martyn
- Mat
- Wes
- Tanner
- Megan - « cuisinier du camp »
- Curtis - « cuisinier du camp »

### Le groupe d'Al McGregor
Il opère à India River :
- Al McGregor "Big Al" - « nouveau mineur »
- Hiro - « mécanicien »
- Eric - « ami de Al »
- Jeremy
- Rebecca
- Jim - « quart de nuit », ami de Al »
- Mike - « quart de nuit », ami de Al »

### Le groupe de Bernie Kreft
- Bernie Kreft - « prospecteur »
- Jarret Kreft - « fils de Bernie »
- Justin Kreft - « fils de Bernie »
- Kyle - « ami de Jarret & Justin »

### Le groupe de Karl Knutson
Il opère à Sulphur Creek :
- Karl Knutson - « deuxième génération de mineur »
- Marty Knutson - « le père de Karl »
- Kyle - « le bras droit et homme de main de Karl, mécanicien »
- Andrew - « ami de Karl »
- 'Leigh - « ami de Karl »
- Darwin - « ami de Karl »

### Le groupe de Cam Johnson
Il opère à 10 Mile Creek :
- Cam Johnson - « mineur et ancien agriculteur »
- Kevin - « mineur et associé de Cam »
- Dennis Poirer - mécanicien, associé et demi-frère de Cam »
- Beven - « frère de Cam »
- Jeanine - « cuisinière du camp et femme de Cam »
- Ashlyn - « la fille de Cam »
- Chase Edwards
- Joel
- Gary Ramsay